# 五角海蕾
五角海蕾（學名：Pentremites）是已滅絕的海蕾中最著名且常見的一種，其化石主要分布在北美，在石炭紀的海洋沉積中很常見。牠們的萼很小，結構為雙錐體，由五塊大骨板組成，頂部有多個向外的開口，用於排放卵及精子，在底部有與莖連接的很小的連接點。步帶很長，呈V字型。牠們附著在海床堅硬的基底之上生活著。